# Stellaria nepalensis
Stellaria nepalensis är en nejlikväxtart som beskrevs av Majumdar och Vartak. Stellaria nepalensis ingår i släktet stjärnblommor, och familjen nejlikväxter. Inga underarter finns listade i Catalogue of Life.